# Левая Добрая
Левая Добрая — река, левый приток Доброй, протекает по территории Клетского и Суровикинского районов Волгоградской области России. Длина реки — 39 км, площадь водосборного бассейна — 451 км². Средний многолетний расход воды — 0,059 м³/c. Годовой сток — 0,0002 км³.

## Описание
Левая Добрая начинается в месте слияния нескольких балок около хутора Борисов. Генеральным направлением течения реки является юг. Около хутора Жирковский впадает в Добрую.

## Данные водного реестра
По данным государственного водного реестра России относится к Донскому бассейновому округу, водохозяйственный участок реки Чир. Речной бассейн реки — Дон (российская часть бассейна).
Код объекта в государственном водном реестре — 05010300812107000010036.